# Эрмезинда (графиня Люксембурга)
Эрмезинда Люксембургская (нем. Ermesinde von Luxemburg, фр. Ermesinde de Luxembourg; июль 1186 — 12 февраля 1247) — графиня де Ла Рош-ан-Арден и Дарбюи с 1196, графиня Люксембурга с 1197, дочь Генриха I (IV) Слепого, графа Люксембурга и Намюра, и Агнес Гелдернской, дочери Генриха, графа Гелдерна, и Агнес фон Арнштейн. Иногда она упоминается как Эрмезинда Намюрская, а в германских источниках она часто именуется Эрмезинда II, считая графиней Люксембурга Эрмезинду Люксембургскую, мать Генриха Слепого, хотя она фактически Люксембургом не правила.

## Биография
Одной из самых серьёзных проблем в конце правления Генриха Слепого была проблема престолонаследия в Намюре и Люксембурге. С первой женой Генрих развёлся, детей от этого брака не было. От второго брака он также не имел детей. В итоге Генрих признал наследником мужа своей сестры Алисы — графа Эно Бодуэна IV, а после его смерти в 1171 году наследником стал их сын Бодуэн V.
Однако в июле 1186 года у 75-летнего Генриха Слепого неожиданно родилась дочь, названная Эрмезиндой в честь матери графа Генриха. После этого Генрих аннулировал предыдущее распоряжение о наследстве. Для того, чтобы защитить свою дочь от притязаний Бодуэна, Генрих помолвил её в 1187 году с графом Шампани Генрихом II. Не согласный с этим Бодуэн V обратился с жалобой к императору Фридриху I Барбароссе, который в итоге в 1188 году вынудил Генриха Слепого восстановить графа Эно в статусе наследника. Однако Бодуэн не стал дожидаться смерти Генриха Слепого и в 1189 году захватил Намюр. Император Фридрих поддержал Бодуэна и, более того, тайно возвёл Намюр в статус маркграфства. В 1190 году стороны достигли компромисса. Намюр закреплялся за Бодуэном V де Эно, Ла Рош и Дарбюи оставались в руках Генриха Слепого до его смерти. О том, кому должен был отойти Люксембург, в договоре упомянуто не было, но он также остался в руках Генриха. В том же 1190 году в Вормсе было объявлено и о том, что Намюр стал маркграфством.
Генрих Слепой умер в 1196 году. Его дочь, Эрмезинда, в итоге унаследовала только Дарбюи и Ла Рош, а Люксембург из-за отсутствия наследников по мужской линии оказался выморочным леном, который император Генриху VI передал своему брату, пфальцграфу Бургундии Оттону I.
Жених Эрмезинды, Генрих Шампанский, собираясь в крестовый поход, расторг помолвку. А в 1197 году 11-летняя Эрмезинда была выдана замуж за граф Бара Тибо I, для которого этот брак был третьим. Вскоре после заключения брака Тибо договорился с Оттоном Бургундским, который, будучи занят проблемами в своих Бургунских владениях, согласился отказаться от Люксембурга в пользу Эрмезинды и Тибо. Также Тибо пытался вернуть и Намюр, однако здесь он успеха не добился и по Динанскому договору 26 июля 1199 года отказался от прав на маркграфство.
Вскоре после смерти Тибо, наступившей 13 февраля 1214 года, Эрмезинда вышла замуж второй раз — за Валерана III Лимбургского. Валеран, унаследовавший в 1221 году ещё и Лимбург с Арлоном, возобновил претензии на Намюр, но успехов также не добился. Окончательный отказ от претензий на Намюр был закреплён новым Динанским договором, заключённым 13 марта 1223 года.
Вальрам умер в 1226 году. Сыновья Эрмезинды от первого брака умерли рано, так что наследником Эрмезинды должен был стать старший сын от второго брака — Генрих, однако ему было ещё только 5 лет. Первоначально в управлении владениями Эрмезинде помогал Валеран II, сеньор Моншау, сын Валерана III от первого брака, который женился на Елизавете, дочери Эрмезинды от Тибо. Когда подрос Генрих, то Эрмезинда подключила к управлению и его.

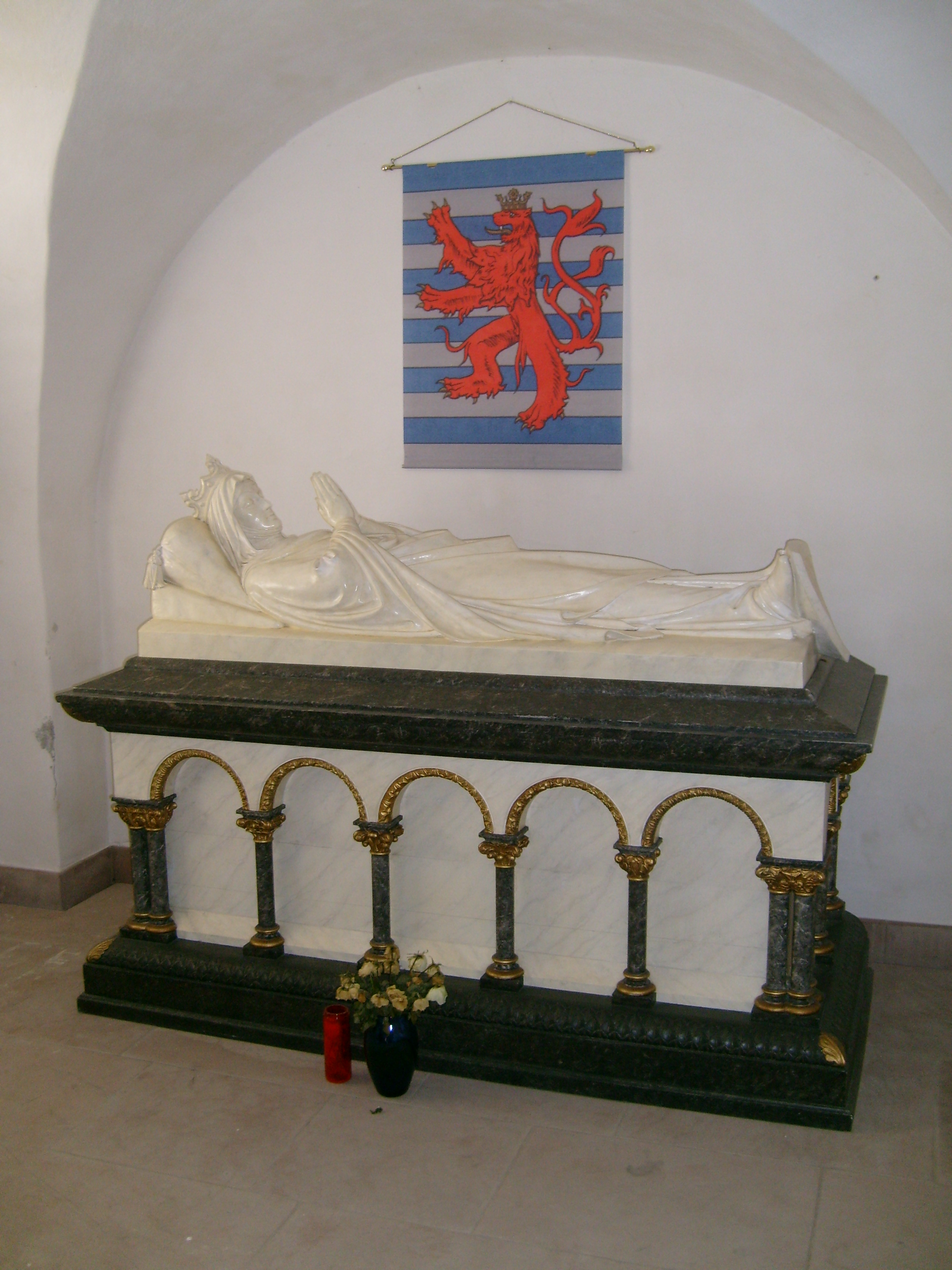
Надгробие Эрмезинды в Клерфонтейнском аббатстве

Во время правления Эрмезинды Люксембург процветал. Большую часть своей юности Эрмезинда провела во Франции, поэтому она заимствовала многие учреждения по французскому образцу. При ней в Люксембурге государственным языком был французский. Кроме того она значительно увеличила территорию графства и дала двум городам (Люксембургу и Эхтернаху) хартии вольностей. Известна Эрмезинда также тем, что основала несколько монастырей, в том числе и Цистерцианское аббатство Клейрфонтейн в Арлоне.
Умерла Эрмезинда в 1247 году. Она была похоронена в Клерфонтейнском аббатстве.

## Брак и дети
1-й муж: с 1197 года — Тибо I (ок. 1058 — 12/13 февраля 1214), граф Бара с 1190. Дети:
- Рено (ум. 3 апреля 1211/февраль 1214)
- Генрих (ум. 3 апреля 1211/февраль 1214)
- Елизавета (ум. 11 апреля/1 августа 1262); муж с 1218: Валеран II Лимбургский (умер 20 апреля/22 июля 1242), сеньор Моншау
- Маргарита (ум. до июля 1270); 1-й муж: Гуго III (умер 20 апреля или 4 мая 1243), граф де Водемон с 1242; 2-й муж: Генрих де Дампьер-ан-Астенуа (умер апрель/май 1259), сеньор де Бюи

2-й муж: с февраля/мая 1214 года — Валеран III (ок. 1175 — 2 июля 1226), герцог Лимбурга и граф Арлона с 1221. Дети:
- Екатерина (ок. 1215 — 18 апреля 1255); муж: Матье II (ум. 1251), герцог Лотарингии с 1221
- Генрих V Белокурый (1216—1271), граф Люксембурга и Ла Роша с 1247, граф Арлона с 1256, маркграф Намюра 1256—1264, сеньор де Линьи с 1240
- Жерар (Герхард) III (1223—1276), граф Дарбюи с 1247